# Krøniken
Krøniken (Brasil: Dias Melhores ) é uma série de televisão dinamarquesa criada por Stig Thorsbøe para o canal Danmarks Radio, seu primeiro episódio foi transmitido em 4 de janeiro de 2004.

## Enredo
A história acompanha a vida de duas gerações de uma família. A série inicia no ano de 1949, logo após o final da guerra. Ida Nørregaard (Anne Louise Hassing) é uma jovem que sonha em construir uma carreira. Para tanto, ela deixa a casa dos pais em Jutland para morar em Copenhague para estudar.
Para se sustentar, ela arranja um emprego de secretária em uma fábrica de rádios, onde conhece Erik Nielsen (Ken Vedsegaard), o filho do proprietário que, chegando dos EUA, traz com ele uma grande novidade: um aparelho de TV. Vislumbrando o potencial deste novo veículo, Erik sonha em iniciar a produção destes aparelhos na Dinamarca. Mas Erik enfrenta a resistência do pai, que não acredita no potencial da televisão. Com isto, ele resolve montar seu próprio negócio.
Enquanto isso, Sos (Maibritt Saerens), a irmã de Erik, que trabalha como garota propaganda da fábrica de rádio, começa a se interessar pela profissão de atriz. Enfrentando a resistência do pai, ela passa a investir em uma carreira.

## Produção
A série tem um total de vinte e dois episódios produzidos pela Danmarks Radio em parceria com a Sveriges Television, Norsk Rikskringkasting e Yleisradio – YLE.

## Elenco
- Anne Louise Hassing... Ida Nørregaard
- Ken Vedsegaard... Erik Nielsen (2004–2005)
- Anders W. Berthelsen... Palle From
- Maibritt Saerens... Søs From
- Waage Sandø... Kaj Holger Nielsen
- Stina Ekblad... Karin Nielsen
- Dick Kaysø... Børge From
- Pernille Højmark... Karen Jensen
- Peter Gantzler

## Recepção
"Krøniken" estreou em 4 de janeiro de 2004. Sua primeira temporada alcançou grande popularidade entre o público. Cinco dos episódios foram listados entre os dez programas de televisão mais assistidos na televisão dinamarquesa desde que as medições de audiência começaram na Dinamarca, em 1992. O episódio final da primeira temporada foi visto por 2.717.000 espectadores. Em 2004, o programa foi indicado ao Emmy Internacional de melhor série dramática mas perdeu para Waking the Dead.